# Пик-Манджагалли, Рикардо
Рикардо Пик-Манджагалли (итал. Riccardo Pick-Mangiagalli; 10 июля 1882, Страконице, ныне Чехия — 8 июля 1949, Милан) — итальянский композитор и музыкальный педагог.
Учился в Миланской консерватории у Винченцо Феррони (композиция) и Винченцо Аппиани (фортепиано), затем совершенствовал композиторское мастерство в Вене под руководством Рихарда Штрауса. В молодые годы с успехом выступал как пианист, но затем полностью сосредоточился на композиции. Наибольшую известность получил как автор балетов «Золотая ива» (итал. Il Salice d'oro; 1913, премьера годом позже на сцене Ла Скала) и «Чудесный карильон» (итал. Il carillon magico; 1918), оставил также фортепианный концерт (1944), ряд оркестровых и камерных сочинений, музыку к нескольким кинофильмам, аранжировки произведений Иоганна Себастьяна Баха. Преподавал в Миланской консерватории, с 1936 года и до конца жизни возглавлял её.
Женой Пика-Манджагалли была австрийка Эльза Курцбауэр (ум. 1954), оперный педагог сценической речи; в недавнее время получил широкую известность её страстный роман с Артуро Тосканини на рубеже 1910—1920-х годов, закончившийся разводом супругов.